# Bulbophyllum scopula
Bulbophyllum scopula är en orkidéart som beskrevs av Rudolf Schlechter. Bulbophyllum scopula ingår i släktet Bulbophyllum och familjen orkidéer. Inga underarter finns listade i Catalogue of Life.